# Сейлорсбург (Пенсільванія)
Сейлорсбург (англ. Saylorsburg) — переписна місцевість (CDP) в США, в окрузі Монро штату Пенсільванія. Населення — 1025 осіб (2020).

## Географія
Сейлорсбург розташований за координатами 40°53′57″ пн. ш. 75°19′0″ зх. д. / 40.89917° пн. ш. 75.31667° зх. д. (40.899038, -75.316751).  За даними Бюро перепису населення США в 2010 році переписна місцевість мала площу 3,28 км², з яких 3,12 км² — суходіл та 0,15 км² — водойми.

## Демографія
Згідно з переписом 2010 року, у переписній місцевості мешкало 1126 осіб у 480 домогосподарствах у складі 291 родини. Густота населення становила 344 особи/км².  Було 582 помешкання (178/км²).
Расовий склад населення:
| - 95,2 % — білих - 2,0 % — чорних або афроамериканців - 0,6 % — азіатів - 0,3 % — корінних американців |

До двох чи більше рас належало 1,4 %. Частка іспаномовних становила 3,6 % від усіх жителів.
За віковим діапазоном населення розподілялося таким чином: 19,7 % — особи молодші 18 років, 66,7 % — особи у віці 18—64 років, 13,6 % — особи у віці 65 років та старші. Медіана віку мешканця становила 43,6 року. На 100 осіб жіночої статі у переписній місцевості припадало 104,0 чоловіків;  на 100 жінок у віці від 18 років та старших — 104,5 чоловіків також старших 18 років.
Цивільне працевлаштоване населення становило 271 особа. Основні галузі зайнятості: освіта, охорона здоров'я та соціальна допомога — 32,1 %, оптова торгівля — 19,9 %, мистецтво, розваги та відпочинок — 18,8 %.